# Omurtag (miasto)

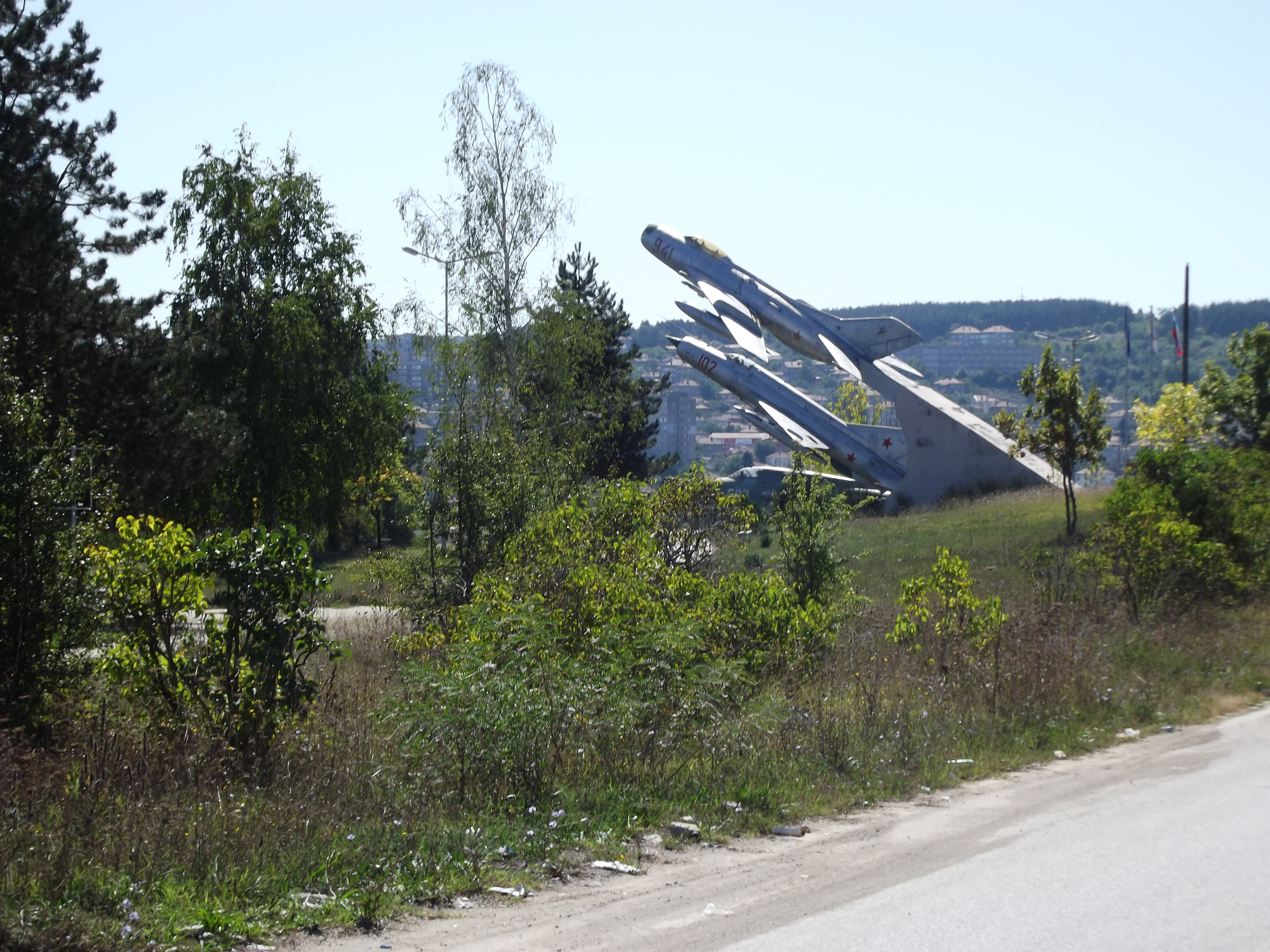
Pomniki MIG-15 i MIG-19

Omurtag (bułg. Омуртаг) – miasto w Bułgarii, w obwodzie Tyrgowiszte, centrum administracyjne gminy Omurtag. Według danych szacunkowych Ujednoliconego Systemu Ewidencji Ludności oraz Usług Administracyjnych dla Ludności, 15 grudnia 2018 roku miejscowość liczyła 9127 mieszkańców. Miasto w 1934 roku zostało nazwane na cześć bułgarskiego chana Omurtaga.

## Historia
Po wyzwoleniu Bułgarii spod panowania Imperium Osmańskiego w 1878 roku, ówczesne miasto pod nazwą Osman pazar zamieszkiwane przez Turków, zostaje zasiedlone przez Bułgarów z rejonów Kjustendiła i Tryna.

## Kultura
W mieście znajduje się muzeum historyczne powstałe w 1994 roku. Posiada 384 przedmiotów muzealnych. Wśród eksponatów szczególne miejsce zajmuje kombinezon lotniczy drugiego bułgarskiego astronauty, urodzonego tutaj Aleksandyra Aleksandrowa.
W mieście znajduje się Park Lotnictwa i Kosmosu z modelami samolotów MIG-15 i MIG-19.
W mieście funkcjonują dwie szkoły średnie: Szkoła średnia Simeona Wyłczewa oraz Profesjonalna Szkoła Transportu i Przemysłu Lekkiego.

## Sport
W mieście działa klub piłkarski Lewski Omurtag wraz ze stadionem mieszczącym 6000 widzów oraz klub siatkarski Omurtag.

## Osoby związane z miejscowością
- Dimityr Abadżiew (1965) – bułgarski polityk
- Aleksandyr Aleksandrow (1951) – bułgarski astronauta
- Ewa Georgiewa (1925–2004) – bułgarska śpiewaczka
- Daki Jordanow (1893–1978) – bułgarski botanik
- Wiktor Josifow (1985) – bułgarski siatkarz
- Dimityr Petkow (1858–1907) – bułgarski polityk, matematyk